# Christel Kurowski
Christel Kurowski ist eine ehemalige deutsche Fußballspielerin.

## Karriere
Kurowski gehörte der im Jahr 1971 gegründeten Frauenfußballabteilung der DJK Eintracht Erle, einem Gelsenkirchener Stadtteilverein, als Rechtsaußen an.
Am Saisonende 1973/74 wird die Bezirksliga Westfalen als Meister abgeschlossen; dieser Titel berechtigte zur Teilnahme an der ersten vom DFB ausgerichteten Deutschen Meisterschaft. Kurowski bestritt in der Vorrunde alle Spiele der Gruppe 4 – aus der ihre Mannschaft als Sieger hervorgegangen ist – sowie das mit 3:1 in Bingen am Rhein gewonnene Halbfinale gegen den SV Bubach-Calmesweiler. Das am 8. September 1974 im Mainzer Bruchwegstadion ausgetragene Meisterschaftsfinale wurde gegen den TuS Wörrstadt unter Leitung des Bonner Schiedsrichter Walter Eschweiler mit 0:4 verloren. In der Folgesaison, erneut Westfalenmeister, scheiterte sie mit ihrer Mannschaft in der Gruppe 2 der Vorrunde am späteren Deutschen Meister Bonner SC deutlich mit 0:11 nach Hin- und Rückspiel. Aufgrund der hohen Unterhaltungskosten, u. a. auch wegen der überregionalen Spiele, wechselte die Frauenmannschaft 1975 zum FC Schalke 04 – nicht zuletzt  auch durch tatkräftige Unterstützung des seinerzeitigen Vereinspräsidenten Günter Siebert.
Vor der Männer-Bundesligabegegnung mit dem MSV Duisburg am 16. August 1975 (2. Spieltag) wurde die Frauenmannschaft zuvor im Spiel gegen den  SC 07 Bad Neuenahr den 30.000 Zuschauern vorgestellt. Kurowski spielte bis zum Saisonende 1976/77; als Westfalenmeister scheiterte sie mit ihrer Mannschaft bereits im Achtelfinale der Deutschen Meisterschaft mit 1:3 nach Hin- und Rückspiel am SC Freiburg.
Zur Saison 1977/78 wechselte sie zum TSV Siegen – gemeinsam mit ihrem Ehemann Reinhold, der in dieser gemeinsamen Zeit als Abteilungsleiter Damenfußball, die Geschicke leitete.

## Erfolge
- Finalist Deutsche Meisterschaft 1974
- Westfalenmeister
  - 1974, 1975 (mit der DJK Eintracht Erle),
  - 1977 (mit dem FC Schalke 04)
  - 1978 (mit dem TSV Siegen)